# Narcissus peroccidentalis
Narcissus peroccidentalis es una especie de planta bulbosa perteneciente a la familia de las amarilidáceas. Es originaria del Norte de África en Mauritania.

## Taxonomía
Narcissus peroccidentalis fue descrita por el botánico español, Francisco Javier Fernández Casas y publicado en Fontqueria 44: 256, en el año 1986.
Etimología
Narcissus nombre genérico que hace referencia  del joven narcisista de la mitología griega Νάρκισσος (Narkissos) hijo del dios río Cephissus y de la ninfa Leiriope; que se distinguía por su belleza. 
El nombre deriva de la palabra griega: ναρκὰο, narkào (= narcótico) y se refiere al olor penetrante y embriagante de las flores de algunas especies (algunos sostienen que la palabra deriva de la palabra persa نرگس y que se pronuncia Nargis, que indica que esta planta es embriagadora). 
peroccidentalis: epíteto latino que significa "completamente occidental".
Sinonimia
- Narcissus bulbocodium var. albidus Emb. & Maire (1929)
- Narcissus bulbocodium subsp. albidus (Emb. & Maire) Maire (1931)
- Narcissus romieuxii subsp. albidus (Emb. & Maire) A.Fern. (1959)
- Narcissus bulbocodium var. zaianicus Maire & al. (1938)
- Narcissus romieuxii var. zaianicus (Maire & al.) A.Fern. (1959)
- Narcissus bulbocodium var. kesticus Maire & Wilczek (1936)
- Narcissus cantabricus var. kesticus (Maire & Wilczek) A.Fern. (1957)
- Narcissus bulbocodium subsp. kesticus (Maire & Wilczek) Maire (1960)
- Narcissus cantabricus subsp. kesticus (Maire & Wilczek) Ibn Tattou (1998)
- Narcissus bulbocodium subsp. praecox Gatt. & Weiller (1938)
- Narcissus cantabricus subsp. praecox (Gatt. & Weiller) Sauvage (1961)
- Narcissus bulbocodium subsp. vulgaris Cout.
- Narcissus bulbocodium f. pallidus Gatt. & Weiller (1937)
- Narcissus bulbocodium var. pallidus (Gatt. & Weiller) Maire & Weiller (1960)
- Narcissus bulbocodium subsp. tananicus Maire (1932)
- Narcissus cantabricus subsp. tananicus (Maire) A.Fern. (1959)
- Narcissus tananicus (Maire) Ibn Tattou (1998)[3]